# Bernhard Christoph Breitkopf

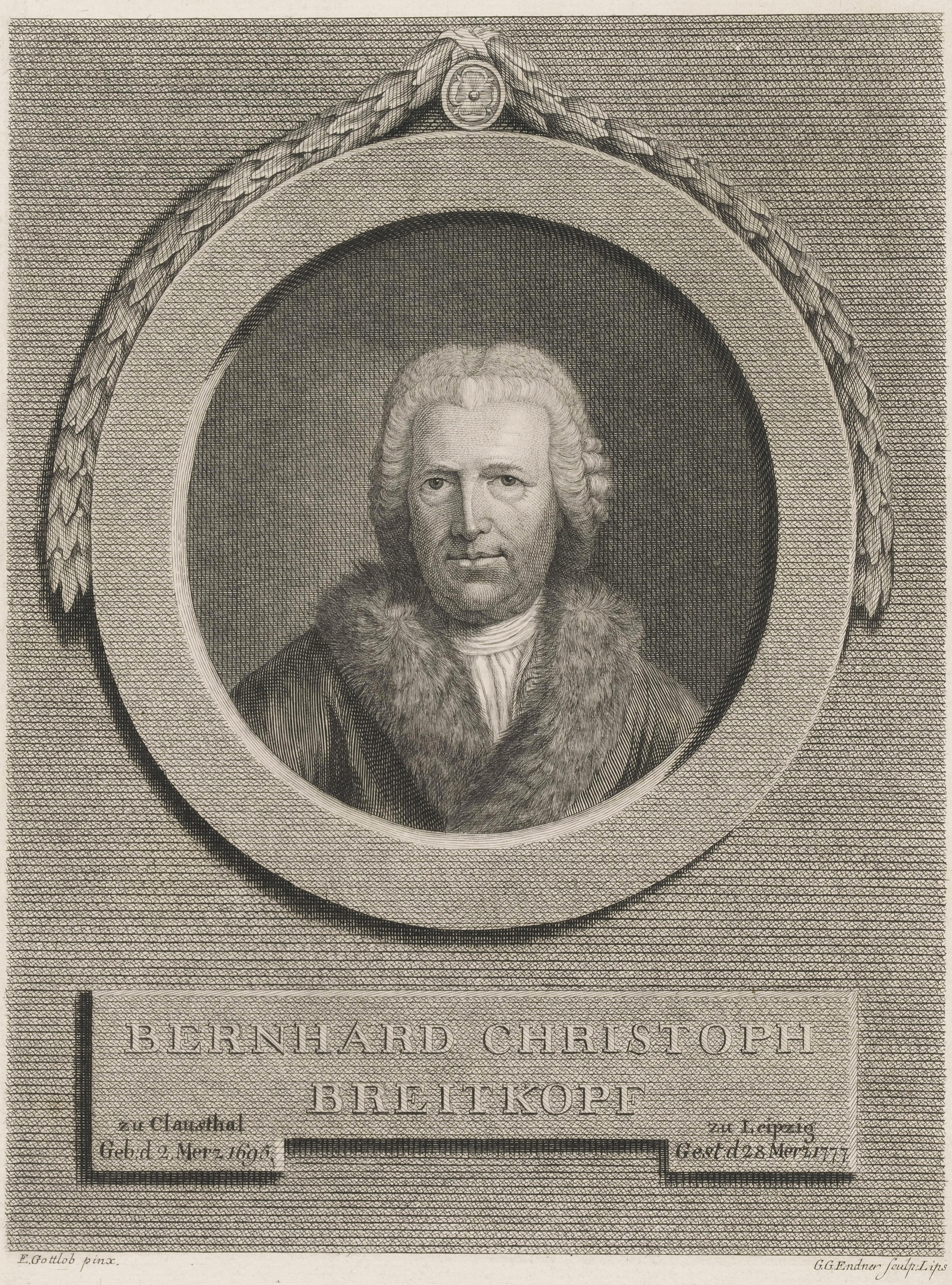
Bernhard Christoph Breitkopf

Bernhard Christoph Breitkopf (* 2. März 1695 in Clausthal, heute Clausthal-Zellerfeld; † 26. März 1777 in Leipzig) war ein deutscher Buchdrucker und Verleger. Er gründete 1719 in Leipzig ein Verlagshaus, den späteren Verlag Breitkopf & Härtel, der heute der weltweit älteste Musikverlag ist.

## Leben
1709 nahm er in Goslar die Lehre zum Buchdrucker auf. Ein Jahr später gründete er den Leipziger Musikverlag Breitkopf. Er übersiedelte 1714 nach Leipzig und arbeitete ein Jahr in einer Druckerei, die er vom verstorbenen Johann Caspar Müller übernahm. Danach arbeitete er in Jena und schließlich in Halle. 1718 kehrte er nach Leipzig zurück, heiratete Sophia Maria Müller und übernahm eine seit 1664 bestehende Druckerei, die er vor dem wirtschaftlichen Ruin rettete. Er gründete 1719 die Buchdruckerei, Schriftgießerei und den Musikverlag Breitkopf. Die eigentliche Verlagstätigkeit begann 1723 mit dem Druck einer hebräischen Handbibel. 1732 erwarb Breitkopf für den Verlag das Gebäude „Goldener Bär“ und ließ es von 1735 bis 1738 durch den Leipziger Baumeister George Werner von Grund auf neu errichten. 1739 ehelichte Breitkopf nach dem Tod seiner Frau eine gewisse Theodore Sophia Kayser. 1740 war er Oberältester der Buchdruckerinnung in Leipzig. Seinem Sohn Johann Gottlob Immanuel Breitkopf, der ebenfalls als Drucker und Verleger tätig war, übergab er 1745 das Druckereigeschäft. Die Verlagshandlung behielt er bis zu seinem Tod, nahm seinen Sohn jedoch 1762 mit darin auf. In seiner Druckerei erschienen von 1725 bis 1761 656 Verlagswerke. Als Bernhard Christoph Breitkopf im Alter von 83 Jahren starb, war er der bedeutsamste Buchdrucker Deutschlands.